# Förändlingarna
Förändlingarna är ett antal råttor i Terry Pratchetts bok Den makalöse Maurice och hans kultiverade gnagare.

## Historia
Förändlingarna var från början ett antal vanliga råttor, som sedan åt av magiskt avfall från Osynliga Universitetet i Ankh-Morpork. De lärde sig då att tala och skriva. Råttorna har ett eget skriftspråk som är baserat på ideogram. De kom på sina namn från gamla burkar och avspärrningsskyltar i närheten, därav de annorlunda namnen.

## Personer
- Persikor
- Vådliga Bönor
- Andra Bullar
- Extrapris
- Skinkfläsk
- Giftig